# Andriivka (Stelmahivka), Svatove
Andriivka (în ucraineană Андріївка) este un sat în comuna Stelmahivka din raionul Svatove, regiunea Luhansk, Ucraina.

## Demografie
Componența lingvistică a localității Andriivka
     Ucraineană (86,57%)
     Rusă (13,43%)
Conform recensământului din 2001, majoritatea populației localității Andriivka era vorbitoare de ucraineană (86,57%), existând în minoritate și vorbitori de rusă (13,43%).